# Enhanced Small Disk Interface
Enhanced Small Disk Interface は、ESDI（イーエスディーアイ）と略され、ST-506の制御信号、データ信号のクロックが5MHzから10/15/20MHzに引き上げられたものである。
これにより、データ転送帯域も610Kbytes/secから2.44Mbytes/secへと、4倍に増大している。
実際には高速化されただけではなく、最大7台までの機器が接続可能となっているが、
安価なインタフェースではST-506同様2台しかサポートされていない。
主にPC/ATで用いられたが、PC-H98のmodel60/70/100にも採用されている。